# Hemö-Bockö
Hemö-Bockö är en ö i Stockholms skärgård som består av delarna Hemö i väster och Bockö i öster. Hemö-Bockö ligger sydost om Möja vid Bergbofjärden och i norr finns Norrfjärden. Ön ingår i Storö-Bockö-Lökaö naturreservat.